# غويلرمو بيرغوس
غويلرمو بيرغوس (بالإسبانية: Guillermo José Burgos Viguera)‏ هو لاعب كرة قدم تشيلي في مركز حراسة المرمى، ولد في 19 أغسطس 1977 في تيموكو في تشيلي. لعب مع سانت جوليا.

## وصلات خارجية
- غويلرمو بيرغوس على موقع إي إس بي إن إف سي (الإنجليزية)
- غويلرمو بيرغوس على موقع قاعدة بيانات كرة القدم.إي يو (الإنجليزية)
- غويلرمو بيرغوس على موقع Soccerway.com (الإنجليزية)
- غويلرمو بيرغوس على موقع عالم كرة القدم.نت (الإنجليزية)